# Вичкинза
Вичкинза́ — река, протекающая по территории Ардатовского и Дивеевского районов Нижегородской области, является правым притоком реки Сатис. Длина реки — 34 км, площадь водосборного бассейна — 304 км².
Исток реки находится у деревни Михеевка Ардатовского района, далее река протекает на юг по Дивеевскому району. Выше (севернее) деревни Большое Череватово русло реки пересыхающее. Протекает через село Дивеево, в котором на реке устроена запруда. Ближе к устью протекает по западной границе ЗАТО — город Саров и впадает в Сатис вблизи поселка Новостройка.

## Этимология
Существует несколько версий происхождения названия:
- от луговомар. вытсынза 'ключ, родник' (Л. Л. Трубе)
- от эрз. вить 'правый', поскольку Вичкинза является правым притоком Сатиса (Н. Д. Русинов)
- от эрз. вишкине 'малый' (Н. Д. Русинов). Таким образом, название Вичкинза следует перевести как «правый приток» или «малая река». Формант -за (-нза) Русиновым не объясняется. Кроме того, автор высказывает предположение, что Вичкинза — гидроним не финно-угорского, а дославянского индоевропейского происхождения.
- от мордовского языческого мужского имени Вечкинс, в основе которого глагол эрз. вечкемс — «любить» (Н. В. Морохин). В этом случае название реки могло происходить от имени главы рода, жившего на ее берегах. Представляется наиболее правдоподобной версией, тем более, что в поместном акте 1578 года упомянут «камкинская мордва Кирдян Вечкинзин сын»; это означает, что имя Вечкинз/Вечкинс действительно бытовало среди местного мордовского населения.